# 皮膚潰瘍
皮膚潰瘍（ひふかいよう）は、何らかの原因で皮膚に穴（潰瘍）ができること。

## 原因
- 外傷
- 熱傷
- 感染症
- 強い接触性皮膚炎（かぶれ）
- 褥瘡
- 血行不良
- 糖尿病
- 放射線
- 腫瘍(基底細胞癌･扁平上皮癌)
- 医原性（検査・治療に伴う合併症等による）
- ベーチェット病
- 全身性強皮症

## 診断
外陰部潰瘍の場合はベーチェット病を疑ってその検査を行う。

## 治療

### 外用剤
- アルプロスタジル（商品名:プロスタンディン軟膏）
- ブクラデシンナトリウム（商品名:アクトシン軟膏）
- トレチノイントコフェリル（商品名:オルセノン軟膏）
- ブロメライン（商品名:ブロメライン軟膏）
- ヨウ素製剤（商品名:カデックス軟膏）
- トラフェルミン（遺伝子組み換え製剤）（商品名:フィブラストスプレー）
- スルファジアジン銀（商品名:ゲーベンクリーム）
- ユーパスタ（白糖とポビドンヨードを混合したもの）

- 白色ワセリン（プロペト）
- プラスチベース
- サニーナ
- 亜鉛華軟膏

### 創傷被覆材
創傷被覆材（ドレッシング剤）
- ポリウレタンフォームドレッシング剤（商品名:ハイドロサイト）
- ポリウレタンフィルムドレッシング剤（商品名:オプサイトウンド・テガダーム）
- ハイドロジェルドレッシング剤（商品名:イントラサイトジェル）
- キチンドレッシング剤（商品名:ベスキチン）

- ヨードホルムガーゼ

### その他の治療
- 湿潤療法（例:ラップ療法）
- 陰圧閉鎖療法
- バブ浴